# Karaka
Karaka  est une petite localité rurale du sud de la cité d’Auckland, située dans l’Île du Nord de la Nouvelle-Zélande.

## Gouvernance
Elle faisait autrefois partie du district de Franklin et était sous l’autorité du Franklin District Council, mais à la suite de la fusion de l’ensemble des conseils de la région d’Auckland, elle fait maintenant partie du territoire du conseil d’Auckland dans le cadre du conseil local de Franklin (en).

## Situation
À l’ouest de Karaka se trouve Kingseat, une petite ville où il y avait l’ancien Hôpital Psychiatrique de Kingseat (en). En 2005, l’hôpital fut transformé en une attraction hantée appelée Spookers (en).

## Économie
Karaka est aujourd'hui principalement une ville rurale associée à l' élevage de chevaux de race (en), un élevage laitier et un élevage ovin.
À Karaka se trouve le complexe de vente de chevaux pur-sang (New Zealand Bloodstock Karaka Sales Complex).
Le Westbury Stud et le Haunui Farm sont tous deux situés à Karaka.
Traditionnellement l’économie de Karaka était dominée par l’agriculture, toutefois, à la suite de la transition vers des « lifestyle blocks », la majorité des habitants vont maintenant quotidiennement à Auckland pour travailler.
Le parc sportif de Karaka fournit des terrains de sport ainsi qu’un bar et des cuisines ; il y a aussi quelques petits restaurants dans la région.
Le Pukekohe Golf Club est localisé dans Karaka mais en bordure de Pukekohe.

## Marae
Le marae de Whātāpaka et sa maison de réunion nommée Tamaoho, est un lieu traditionnel de rassemblement pour les māori locaux.
Trois hapū des Waikato Tainui  sont associés à ce marae, principalement  Ngāti Tamaoho (en), et secondairement Ngāi Tai (en) et Ngāti Koheriki (en) ,.

## Éducation
Trois écoles publiques assurant le primaire sont situées dans le secteur de Karaka : Karaka School, Hingaia Peninsula School et Te Hihi School.
Il y a aussi une école privée mixte assurant le secondaire nommé Strathallan (en).
L’éducation secondaire publique est fournie par les villes à proximité de Papakura et Pukekohe.